# 1908年ロンドンオリンピックのサッカー競技
1908年ロンドンオリンピックのサッカー競技（1908ねんロンドンオリンピックのサッカーきょうぎ）は、1908年10月19日に開幕した。10月24日に決勝戦が行われ、金メダルを獲得したのはイギリスであった。

## 概要
国際サッカー連盟は、この大会を「五輪における初の公式競技としての開催」と位置づけている。
開催国であり、かつサッカー発祥の地でもあるイギリスは、各地域協会の対立、選手のプロフェッショナル化の進展などを乗り越え、2大会ぶりに金メダルを獲得し、その面目を保った。

## 大会方式
大会に参加したのは7ヶ国8チーム（フランスが2チームをエントリー）であったが、ハンガリーとボヘミアが棄権したため、6チームによって争われた。そのため大会方式は変則的なものとなった。試合はすべてロンドンで行われた。

## 参加国
参加国は以下の5ヶ国6チームである。
- フランス (A,B2チーム）
- デンマーク
- イギリス
- スウェーデン
- オランダ

## 試合結果

### 1回戦
| 10月19日 |  | フランスB | 0  | - | 9 | デンマーク   |
| 10月20日 |  | イギリス  | 12 | - | 1 | スウェーデン |

### 準決勝
| 10月20日 |  | フランスA | 1 | - | 17 | デンマーク |
| 10月22日 |  | イギリス  | 4 | - | 0  | オランダ   |

### 3位決定戦
| 10月23日 |  | オランダ | 2 | - | 0 | スウェーデン |

### 決勝戦
| 10月24日 |  | イギリス | 2 | - | 0 | デンマーク |

## 最終結果
| 順位 | 国・地域     |
| ---- | ------------ |
| 1    | イギリス     |
| 2    | デンマーク   |
| 3    | オランダ     |
| 4    | スウェーデン |

## 各国メダル数
| 順 | 国・地域   | 金 | 銀 | 銅 | 計 |
| -- | ---------- | -- | -- | -- | -- |
| 1  | イギリス   | 1  | 0  | 0  | 1  |
| 2  | デンマーク | 0  | 1  | 0  | 1  |
| 3  | オランダ   | 0  | 0  | 1  | 1  |